# Rivellino leonardesco

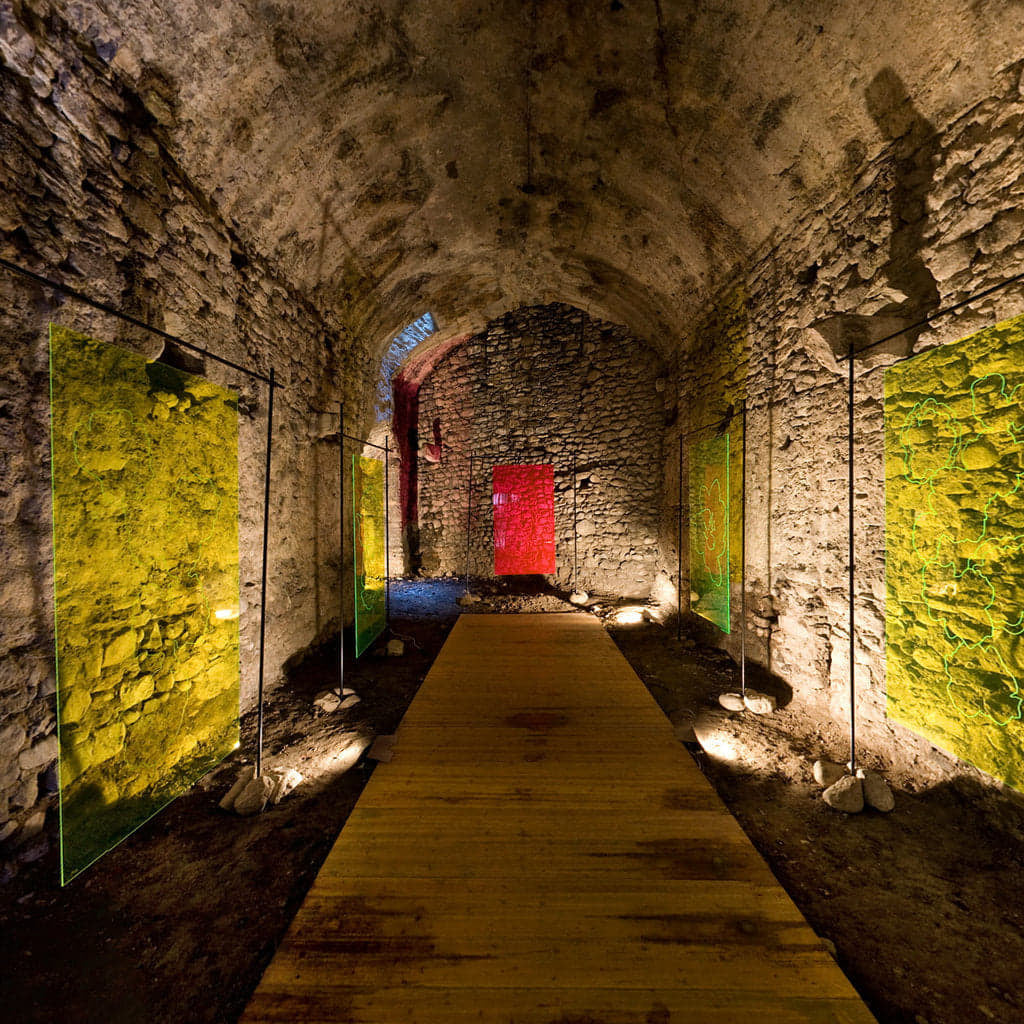
Rivellino leonardesco, interno - durante esposizione artistica

Il Rivellino leonardesco è una fortificazione rinascimentale progettata e costruita da Leonardo da Vinci durante il periodo delle guerre milanesi del XVI secolo, adiacente al Castello Visconteo nella città Svizzera di Locarno. Tale struttura è l'unica costruzione militare di Leonardo da Vinci rimasta intatta fino a oggi senza aver subito modifiche o trasformazioni di sorta ed è oggetto di studio quale esempio di tecnologia bellica rinascimentale.

## Descrizione
La struttura presenta una pianta pentagonale, con mura spesse fino a 4 metri, feritoie e bocche di fuoco. All'interno della casamatta, sopra le postazioni per i cannoni sono presenti le cappe d'aspirazione dei fumi risultanti dalla polvere da sparo: tale elemento può sembrare scontato oggi giorno, ma per il 1507 era l'avanguardia della tecnologia militare e rappresentava la chiave di volta per l'utilizzo delle armi a polvere da sparo in ambienti chiusi: basti pensare che il primo impiego moderno dell'artiglieria si ebbe pochi decenni prima nell'assedio di Costantinopoli (1453) da parte di Maometto II, con batterie d'artiglieria all'aperto. Sul tetto della costruzione sono presenti i camini di scarico delle cappe d'aspirazione e ulteriori postazioni d'artiglieria.
All'interno della casamatta troviamo due navate principali, le quali a loro volta sfociano in altre gallerie più piccole.

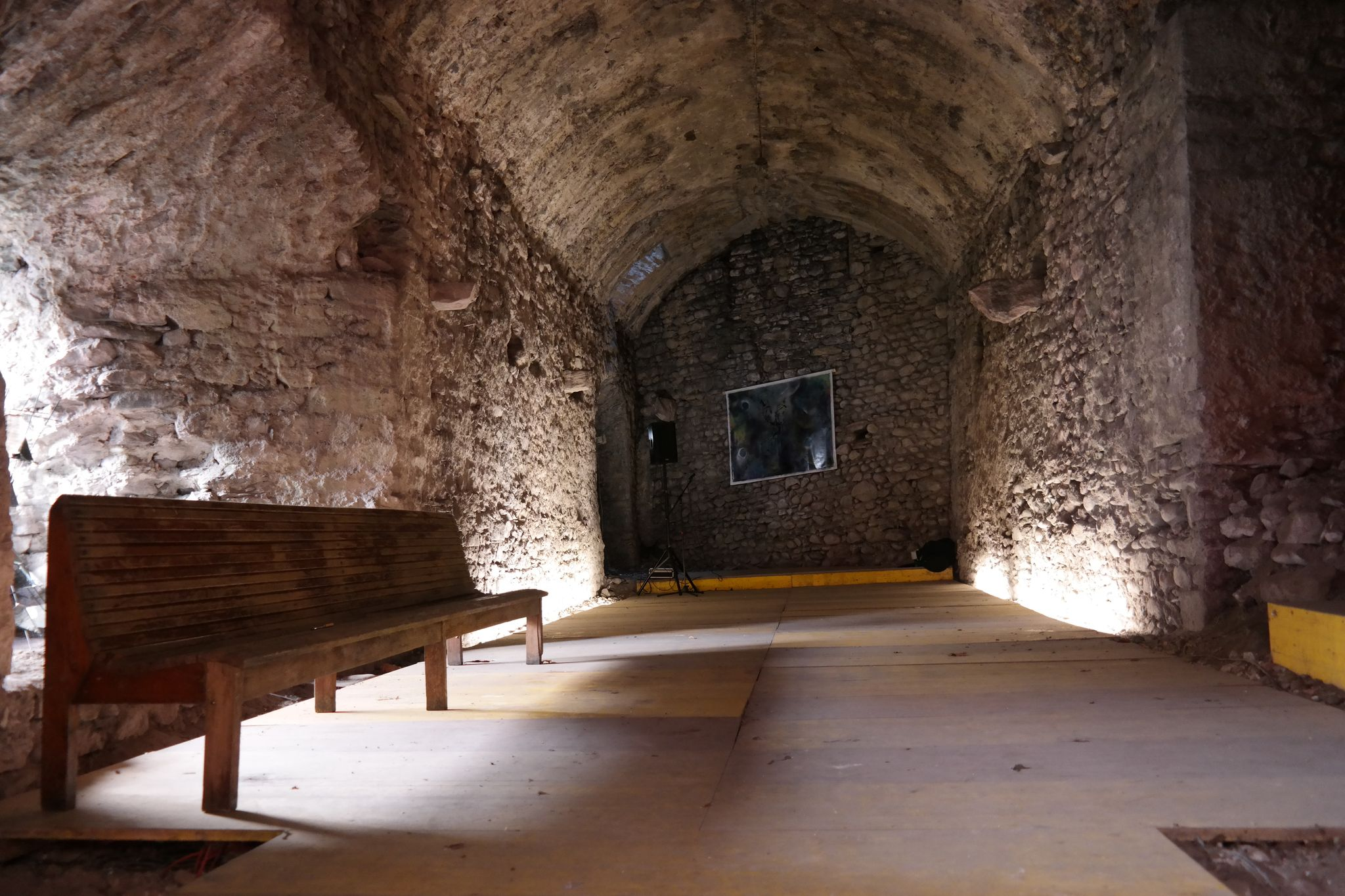

Altro elemento molto importante è l'inclinazione delle mura, atte a deflettere i colpi d'artiglieria, e l'uso magistrale degli angoli della struttura quale rinforzo in caso d'attacco. Tali caratteristiche erano di fatto una innovazione sul profilo ingegneristico e militare, e resteranno invariate dal punto di vista teorico e tattico fino all'introduzione degli aeroplani nei campi di battaglia, ovvero 400 anni dopo.

## Storia
Il Rivellino Leonardesco fu eretto nel 1507, sui resti di una torre a protezione del Castello Visconteo allora parte del Ducato di Milano; quest'ultima andata distrutta in uno dei vari attacchi dei confederati nei confronti del borgo, i quali tentarono l'assedio in seguito alla presa di Bellinzona nel periodo di espansione a sud delle Alpi.

### Antefatti
In seguito alla conquista confederata di Bellinzona, il confine tra gli Svizzeri e il Ducato di Milano (allora sotto dominazione francese in seguito alla conquista del 1499) fu arretrato fino alla città di Locarno, importante snodo commerciale in quanto sorto sulle sponde del Lago Maggiore, allora parte di una fitta rete di collegamenti lacustri grazie all'imponente opera di canali che permettevano il traffico di merci all'interno del ducato.

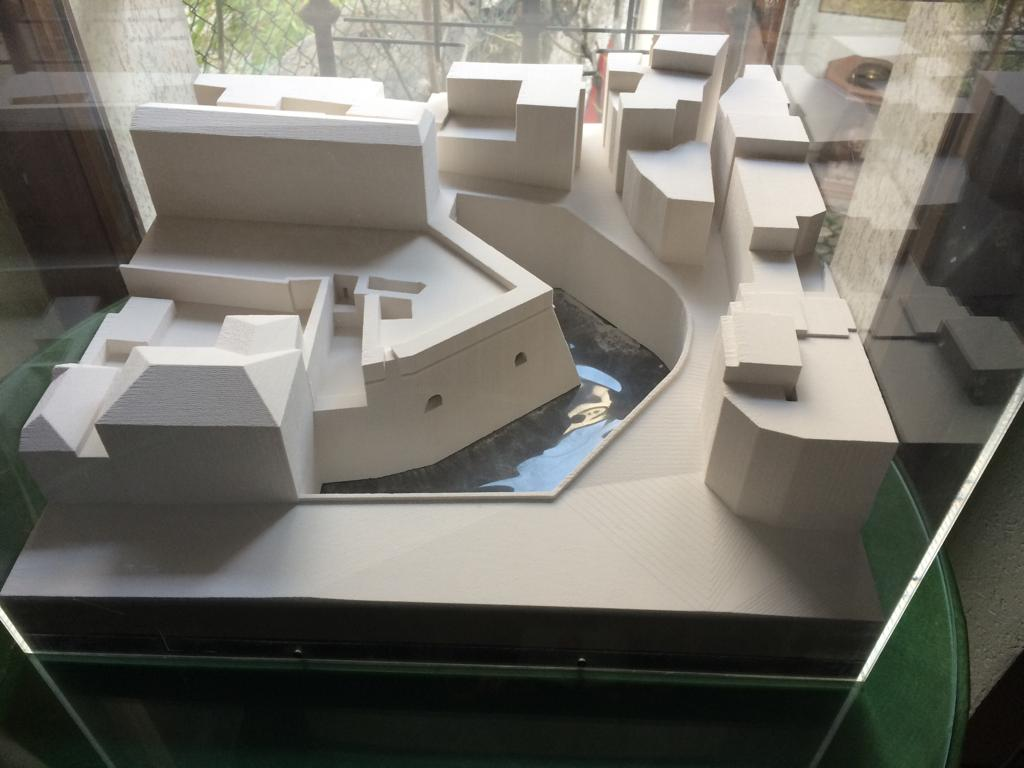
Diorama rivellino con fossato

La protezione dell'antico porto medievale (demolito a inizio XXI secolo per far spazio a una rotatoria) fu pertanto perentoria, in un'ottica di rafforzamento dei confini del Ducato voluta dagli occupanti francesi sotto il regno di Luigi XII di Francia.
In tale contesto furono interpellate le eccellenze nel campo della tecnica militare dell'epoca, tra le quali Leonardo, il quale in quel periodo soggiornava a Firenze, nel frattempo divenuta repubblica.

### La commissione
Nel 1506, su consiglio del duca Charles de l'Amboise II, allora luogotenente in terra lombarda, il re Luigi XII di Francia chiese tramite missiva all'allora signoria fiorentina di poter impiegare il maestro Leonardo da Vinci nell'importante opera di rinforzo dei confini, giacché il nome del maestro non era sconosciuto al reggente. Da Vinci, nel 1502, si era inoltre dedicato alla progettazione di fortificazioni per conto dei Borgia, nella funzione di "Architetto ed ingegnere generale". Tale funzione verrà rilevata all'interno del Ducato dove otterrà impiego quale Ingegnere Ordinario e pittore. Sempre nel 1506 verrà finalmente mandato a erigere una fortificazione al confine del Ducato, avendo nel frattempo redatto un progetto di massima tuttora esistente, come testimoniato su uno dei suoi taccuini sopravvissuti fino alla nostra epoca.

### La costruzione
Leonardo da Vinci supervisionò personalmente la costruzione, come attestato dalle spese di trasferta giunte ai giorni nostri, e al tipo di tecnologia impiegata che era antecedente di 20 anni rispetto a costruzioni simili nell'area del Nord Italia. Tale tipo di conoscenza nella penisola era infatti stata realizzata in via sperimentale nel Sud Italia da Francesco di Giorgio Martini, deceduto sei anni prima a Siena, rispetto al mandato di costruzione. Martini, sui risvolti di tali costruzioni sperimentali redasse un trattato sull'architettura militare da cui Leonardo trasse vari spunti per la nuova tipologia di costruzione, giacché il redattore si era già dovuto preoccupare della difesa di fortificazioni da parte delle nuove armi da fuoco che da lì a poco sarebbero giunte sui campi di battaglia dei territori del Nord. Vinci ebbe particolare cura nel posizionare adeguatamente le bocche di fuoco, rinforzare adeguatamente le imponenti mura ed evitare possibili angoli morti, ovvero punti dal profilo strategico particolarmente deboli nel contesto di una guerra per l'epoca moderna come quella d'artiglieria.

### La presa confederata e la caduta nel dimenticatoio

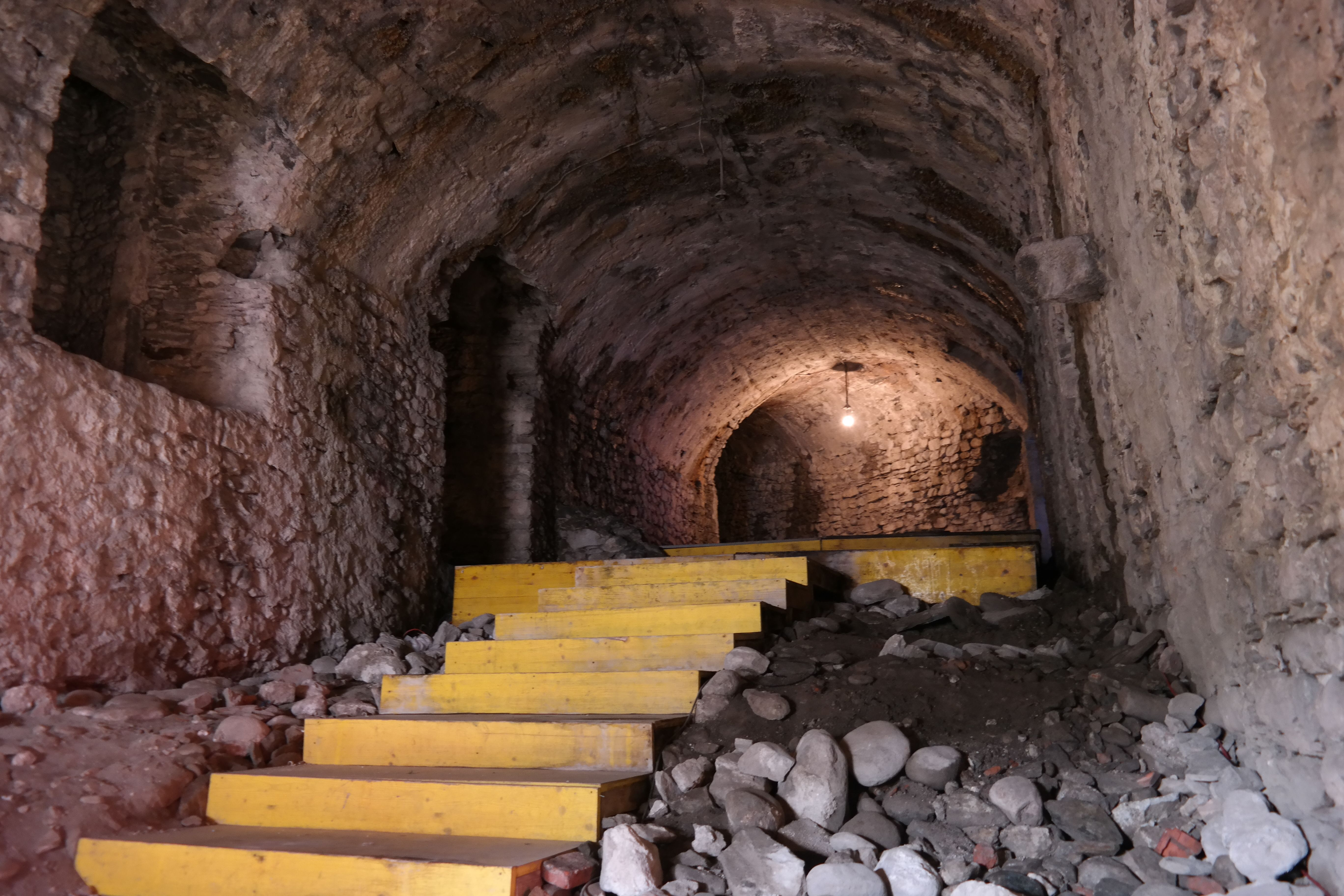

L'opera di fortificazione non riuscì comunque ad arrestare l'avanzata dei confederati. Essi infatti riuscirono a espugnare nel 1513 Locarno, e si spinsero successivamente fino a conquistare Milano.
In seguito alla battaglia di Marignano, cessarono da parte degli Elvezi le mire espansionistiche, divenendo de facto uno stato neutrale e mantenendo grossomodo i confini che vigono tuttora.
Nel 1532, i Confederati demolirono gran parte della fortificazione, nel frattempo divenuta inutile e costosa da mantenere, lasciando intatti solo il castello (divenuto dimora del Landfogto) e il rivellino, in quanto all'epoca struttura moderna e sotto un profilo tecnico, all'avanguardia: essa risultò soprattutto utile per controllare e sfavorire eventuali rivolte da parte dei villici del Canton Locarno, il baliaggio - o territorio occupato - dalla vecchia Confederazione ora parte del Canton Ticino.
L'Abschied del 3 luglio 1532 (il libro mastro dei confederati di Locarno) riporta infatti l'ordine di lasciare intatti solo il castello - adibito a casa dei balivi - e di demolire la stragrande maggioranza della fortificazione. Il documento parla anche della vendita dei terreni del castello a tale Battista Appiani a condizione che costruisca una strada che colleghi il castello al borgo con un ponte sovrastante la struttura chiamata «Rafellin».
Nel frattempo, all'interno dei territori del ducato, si ebbe un intenso susseguirsi di dominazioni: tralasciando la breve dominazione svizzera, dopo la prima perdita del Ducato di Milano quale dominazione francese nel 1512 e la successiva restaurazione temporanea del casato degli Sforza, poi di nuovo caduto per mano dei francesi, succedette infine Carlo V d'Asburgo, che in seguito nel 1540 nominerà suo figlio Filippo II di Spagna Duca di Milano.
Tutta questa serie di eventi farà cadere nell'oblio l'antica linea fortificata di confine, mai più toccata da guerre, in cui - tra le altre - era celata la fortezza di Leonardo.

## La riscoperta e la riqualifica

### I primi studi moderni
Verso la fine del 1800, G. R. Rahn eseguì la prima ricerca sui monumenti artistici e archeologici medievali del Canton Ticino. Dalle sue ricerche venne redatto il libro I monumenti artistici del medio evo in Ticino.
Il volume edito nel 1894, dedica varie pagine al castello e al borgo di Locarno. Rahn, a pagina 136 di tale volume scrive:

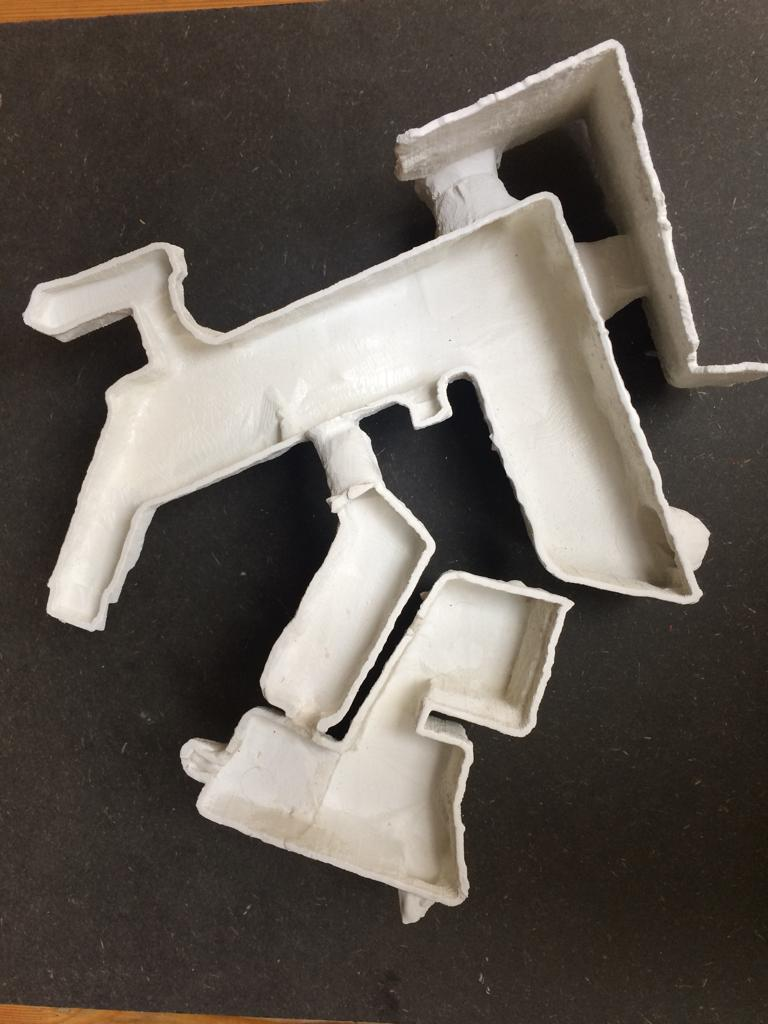
Modello dei cunicoli del rivellino

"[...] Sembra poi che un sistema di comunicazioni sotterranee, che si dipartiva dal punto K (secondo i rilevamenti di Rahn) del revellino, collegasse la rocca colla seconda parte del castello.
[...] Da qui si allungavano a forma di ventaglio quattro gallerie, vale a dire una serie di sotterranei che, a quanto si dice, si estende sotto tutta la superficie del giardino innanzi al fronte occidentale della casa Rusca e che corrisponde forse colla torre B. Questa costruzione ricorda un disegno fatto da Leonardo da Vinci in un manoscritto della «Bibliothèque de l'Instituit» (Ravaisson Mollien, Les manuscrits de Leonardo da Vinci B & D de la bibliothèque de l'Instituit - Paris 1883 fol 37 recto).
La questione non venne più approfondita da Rahn né dall'allora responsabile del dipartimento della pubblica educazione Eligio Pometta, restando de facto una curiosità fine a sé stessa.

### La riscoperta
Verso la fine del XX secolo, dopo vari passaggi di proprietà del sedime, gli attuali proprietari rivalutarono il comparto con una proposta di riqualifica urbana. L'attuale sedime infatti, composto da case del nucleo storico adiacenti al castello permettevano una migliore ripartizione delle superfici. D'altro canto, il Rivellino, già da secoli spogliato del suo passato quale installazione militare e utilizzato come deposito per gli stabili adiacenti, era ormai relegato a un'anonima costruzione di forma pentagonale e di difficile uso proprio in virtù della sua forma desueta. La solida costruzione in roccia, le notevoli arcate nonché la temperatura stabile fecero intendere agli attuali proprietari la possibilità di adibire tale spazio a cantina per vini di pregio. Fu proprio questa richiesta di cambiamento di destinazione e di riqualifica a dare il via a quella che è probabilmente la scoperta architettonica più rilevante del decennio. La legge cantonale, infatti, obbliga i proprietari di sedimi adiacenti a patrimoni architettonici e ai nuclei storici a una breve ricerca storica sul passato di tali spazi, prima di poter procedere con una eventuale modifica.

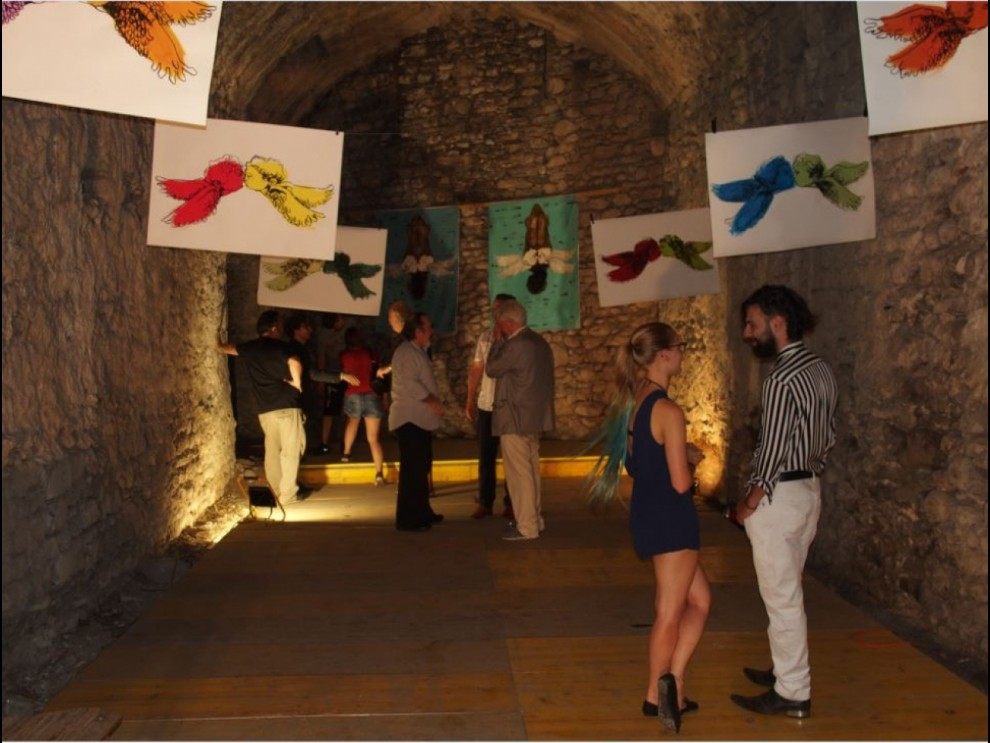
Galleria d'arte all'interno del rivellino di da Vinci

Tale breve ricerca fece emergere il passato militare della fortezza, e dopo sette anni di ricerche, lo storico militare e leonardista Marino Viganò riuscì ad attribuire la costruzione al celebre architetto, ingegnere, artista rinascimentale, pubblicando le sue scoperte nel volume Leonardo a Locarno.
A fronte di ciò, gli attuali proprietari del fondo decisero di non proseguire con la riconversione quale cantina vinicola, bensì di omaggiare la scoperta architettonica e il suo progettista adibendo lo stabile leonardesco quale galleria d'arte, fondando la galleria il Rivellino LDV, in modo da poter esporre opere d'arte all'interno dell'opera di Leonardo da Vinci.